# 梅樹腳
梅樹腳，是臺灣苗栗縣通霄鎮的一個傳統地域名稱，位於該鎮西南部。相較於今日行政區，其範圍大致與梅南里相近。

## 歷史
台灣清治末期至日治初期，梅樹腳地區為一街庄，稱為「梅樹腳庄」，隸屬於苗栗二堡。該庄東北與北勢庄、圳頭庄為鄰，東南與土城庄、大坪頂庄為鄰，西南邊為五里牌庄，西北邊為南勢庄。
1901年（日治明治三十四年）11月，該庄隸屬於苗栗廳。1909年（明治四十二年）10月，改隸屬於新竹廳。1920年（大正九年），該庄改制為「梅樹腳」大字，隸屬於新竹州苗栗郡通霄庄
戰後通霄庄改制為通霄鄉，隸屬於新竹縣，大字改制為村。1948年，通霄鄉改制為通霄鎮，村亦改制為里。1950年桃、竹、苗分治，通霄鎮改隸屬於重新成立的苗栗縣。

## 交通
台鐵海線大致以東北—西南走向經過梅樹腳地區西北邊界外不遠處，稍北即為通霄車站。該站屬三等站，但除少數自強號班次未停靠外，其餘各級列車均有停靠，整體業務量超出三等站的評估標準。
國道3號又稱「福爾摩沙高速公路」，是貫穿台灣西部的兩條縱向高速公路之一，大致以東北—西南走向經過本地區中部偏西北地帶。境內未設交流道，較近的是北邊縣道128號交會口的通霄交流道，由此進入可快速前往台灣西部各地。
省道台1線又稱「縱貫公路」，是臺北至屏東楓港的平面幹道，大致以圓心在西北的弧形經過本地區西北部，向北可前往後龍、頭份、新竹等地，向西南可前往苑裡、大甲、清水、彰化等地。台1線在本地區路段屬於避開通霄市區的東南側外環道的一部分。
縣道121號是通霄至日南的道路，大致以西北—東南走向蜿蜒經過本地區北部，向西北可前往通霄市區，向東南繞大半圓且經土城、南和後，轉南可前往舊社、日南，最終與省道台1線會合。